# فوليرتون (كاليفورنيا)
فوليرتون (بالإنجليزية: Fullerton )‏ هي إحدى مدن مقاطعة أورانج، كاليفورنيا. تم إعطاءها لقب مدينة في 15 فبراير، 1904.

## التركيبة السكانية
حدّد مكتب تعداد الولايات المتحدة بيانات التركيبة السكانية لفوليرتون في تعداد الولايات المتحدة. في ما يلي، التركيبة السكانية حسب تعدادي 2000 و2010.

### تعداد عام 2000
بلغ عدد سكان فوليرتون 126,003 نسمة بحسب تعداد عام 2000، وبلغ عدد الأسر 43,609 أسرة وعدد العائلات 29,625 عائلة مقيمة في المدينة. في حين سجلت الكثافة السكانية 2,168.4 نسمة لكل كيلومتر مربع (5,616.1/ميل2). وبلغ عدد الوحدات السكنية 44,771 وحدة بمتوسط كثافة قدره 770.5 لكل كيلومتر مربع (1,995.6/ميل2).
وتوزع التركيب العرقي للمدينة بنسبة 61.89% من البيض و2.27% من الأمريكيين الأفارقة و0.69% من الأمريكيين الأصليين و16.08% من الأمريكيين ذوي الأصول الآسيوية و0.23% من سكان جزر المحيط الهادئ و14.81% من الأعراق الأخرى و4.03% من عرقين مختلطين أو أكثر و30.17% من الهسبانيون أو اللاتينيون من أي عرق.
بلغ عدد الأسر 43,609 أسرة كانت نسبة 36.3% منها لديها أطفال تحت سن الثامنة عشر تعيش معهم، وبلغت نسبة الأزواج القاطنين مع بعضهم البعض 51.8% من أصل المجموع الكلي للأسر، ونسبة 11% من الأسر كان لديها معيلات من الإناث دون وجود شريك، بينما كانت نسبة 5.2% من الأسر لديها معيلون من الذكور دون وجود شريكة وكانت نسبة 32.1% من غير العائلات. تألفت نسبة 23.5% من أصل جميع الأسر من عدة أفراد يعيشون في نفس المنزل ونسبة 7.3% كانت تتألف من شخص يعيش بمفرده يبلغ من العمر 65 عاماً أو أكثر. وبلغ متوسط حجم الأسرة المعيشية 2.83، أما متوسط حجم العائلات فبلغ 3.37.
بلغ العمر الوسطي للسكان 32.9 عاماً. وكانت نسبة 24.9% من القاطنين تحت سن الثامنة عشر، وكانت نسبة 10.8% بين الثامنة عشر والرابعة والعشرين عاماً، ونسبة 32% كانت واقعةً في الفئة العمرية ما بين الخامسة والعشرين والرابعة والأربعين عاماً، ونسبة 19.6% كانت ما بين الخامسة والأربعين والرابعة والستين، ونسبة 10.5% كانت ضمن فئة الخامسة والستين عاماً فما فوق. يوجد لكل 100 أنثى 98.6 ذكر، ويوجد لكل 100 أنثى في الثامنة عشر من عمرها فما فوق 97.0 ذكر.
بلغ متوسط دخل الأسرة في المدينة 40,707 دولارًا، أما متوسط دخل العائلة فبلغ 39,338 دولارًا. وكان متوسط دخل الذكور 25,583 دولارًا مقابل 22,484 دولارًا للإناث. وسجل دخل الفرد الخاص بالمدينة 14,073 دولارًا. وكانت نسبة 19.1% من العائلات ونسبة 21.1% من السكان تحت خط الفقر، وكان من هؤلاء نسبة 26.9% تحت سن الثامنة عشر ونسبة 7.8% في الخامسة والستين من العمر وما فوق.

### تعداد عام 2010
بلغ عدد سكان فوليرتون 135,161 نسمة بحسب تعداد عام 2010، وبلغ عدد الأسر 45,391 أسرة وعدد العائلات 31,247 عائلة مقيمة في المدينة. في حين سجلت الكثافة السكانية 2,326 نسمة لكل كيلومتر مربع (6,024.3/ميل2). وبلغ عدد الوحدات السكنية 47,869 وحدة بمتوسط كثافة قدره 823.8 لكل كيلومتر مربع (2,133.6/ميل2).
وتوزع التركيب العرقي للمدينة بنسبة 53.89% من البيض و2.32% من الأمريكيين الأفارقة و0.62% من الأمريكيين الأصليين و22.78% من الأمريكيين ذوي الأصول الآسيوية و0.24% من سكان جزر المحيط الهادئ و15.86% من الأعراق الأخرى و4.28% من عرقين مختلطين أو أكثر و34.40% من الهسبانيون أو اللاتينيون من أي عرق.
بلغ عدد الأسر 45,391 أسرة كانت نسبة 35.6% منها لديها أطفال تحت سن الثامنة عشر تعيش معهم، وبلغت نسبة الأزواج القاطنين مع بعضهم البعض 51.2% من أصل المجموع الكلي للأسر، ونسبة 12.1% من الأسر كان لديها معيلات من الإناث دون وجود شريك، بينما كانت نسبة 5.5% من الأسر لديها معيلون من الذكور دون وجود شريكة وكانت نسبة 31.2% من غير العائلات. تألفت نسبة 21.5% من أصل جميع الأسر من عدة أفراد يعيشون في نفس المنزل ونسبة 7.4% كانت تتألف من شخص يعيش بمفرده يبلغ من العمر 65 عاماً أو أكثر. وبلغ متوسط حجم الأسرة المعيشية 2.91، أما متوسط حجم العائلات فبلغ 3.43.
بلغ العمر الوسطي للسكان 34.8 عاماً. وكانت نسبة 23.3% من القاطنين تحت سن الثامنة عشر، وكانت نسبة 13% بين الثامنة عشر والرابعة والعشرين عاماً، ونسبة 27.9% كانت واقعةً في الفئة العمرية ما بين الخامسة والعشرين والرابعة والأربعين عاماً، ونسبة 24% كانت ما بين الخامسة والأربعين والرابعة والستين، ونسبة 11.7% كانت ضمن فئة الخامسة والستين عاماً فما فوق. وتوزع التركيب الجنسي للسكان بنسبة 49.1% ذكور و50.9% إناث.

## المناخ
يظهر الجدول التالي التغييرات المناخية على مدار السنة لفوليرتون:
| البيانات المناخية لـفوليرتون                                      | البيانات المناخية لـفوليرتون | البيانات المناخية لـفوليرتون | البيانات المناخية لـفوليرتون | البيانات المناخية لـفوليرتون | البيانات المناخية لـفوليرتون | البيانات المناخية لـفوليرتون | البيانات المناخية لـفوليرتون | البيانات المناخية لـفوليرتون | البيانات المناخية لـفوليرتون | البيانات المناخية لـفوليرتون | البيانات المناخية لـفوليرتون | البيانات المناخية لـفوليرتون | البيانات المناخية لـفوليرتون |
| الشهر                                                             | يناير                        | فبراير                       | مارس                         | أبريل                        | مايو                         | يونيو                        | يوليو                        | أغسطس                        | سبتمبر                       | أكتوبر                       | نوفمبر                       | ديسمبر                       | المعدل السنوي                |
| ----------------------------------------------------------------- | ---------------------------- | ---------------------------- | ---------------------------- | ---------------------------- | ---------------------------- | ---------------------------- | ---------------------------- | ---------------------------- | ---------------------------- | ---------------------------- | ---------------------------- | ---------------------------- | ---------------------------- |
| الدرجة القصوى °ف (°م)                                             | 95 (35)                      | 94 (34)                      | 97 (36)                      | 106 (41)                     | 106 (41)                     | 104 (40)                     | 113 (45)                     | 102 (39)                     | 108 (42)                     | 107 (42)                     | 99 (37)                      | 89 (32)                      | 108 (42)                     |
| متوسط درجة الحرارة الكبرى °ف (°م)                                 | 67.8 (19.9)                  | 68.1 (20.1)                  | 69.8 (21.0)                  | 72.8 (22.7)                  | 75.0 (23.9)                  | 78.4 (25.8)                  | 83.2 (28.4)                  | 85.4 (29.7)                  | 83.8 (28.8)                  | 78.5 (25.8)                  | 72.3 (22.4)                  | 67.4 (19.7)                  | 75.2 (24.0)                  |
| متوسط درجة الحرارة الصغرى °ف (°م)                                 | 44.6 (7.0)                   | 47.6 (8.7)                   | 50.1 (10.1)                  | 52.4 (11.3)                  | 57.7 (14.3)                  | 61.1 (16.2)                  | 64.5 (18.1)                  | 65.3 (18.5)                  | 63.2 (17.3)                  | 57.3 (14.1)                  | 49.7 (9.8)                   | 44.8 (7.1)                   | 54.9 (12.7)                  |
| أدنى درجة حرارة °ف (°م)                                           | 30 (−1)                      | 30 (−1)                      | 37 (3)                       | 38 (3)                       | 45 (7)                       | 50 (10)                      | 54 (12)                      | 53 (12)                      | 51 (11)                      | 45 (7)                       | 33 (1)                       | 32 (0)                       | 30 (−1)                      |
| الهطول إنش (مم)                                                   | 3.03 (77)                    | 3.25 (83)                    | 2.16 (55)                    | 0.87 (22)                    | 0.25 (6.4)                   | 0.09 (2.3)                   | 0.04 (1.0)                   | 0.05 (1.3)                   | 0.24 (6.1)                   | 0.75 (19)                    | 1.10 (28)                    | 2.05 (52)                    | 13.88 (353.1)                |
| المصدر: Monthly Climate Normals (1981-2010)- Fullerton Muni AP,CA |                              |                              |                              |                              |                              |                              |                              |                              |                              |                              |                              |                              |                              |

## توأمة
لفوليرتون (كاليفورنيا) اتفاقيات توأمة مع:
- موريليا

## أعلام
- سام إل. كولينز
- جو ستيفنسون
- جورج ويليام فولرتون
- مورغان سباركس
- غوين ستيفاني